# Miguel (chanteur)
Miguel Jontel Pimentel, parfois appelé Miguel J. Pimentel mais plus connu sous seul prénom Miguel, né le 23 octobre 1985 à San Pedro (Californie), est un chanteur, auteur et producteur américain.

## Biographie
Miguel Jontel Pimentel est né et a grandi à San Pedro, un quartier de Los Angeles en Californie. Sa mère est afro-américaine et son père mexicano-américain. Il a un frère. Alors âgé de 8 ans, ses parents divorcent. Très jeune, il a été influencé par les goûts musicaux de ses parents tel que le R&B, la funk, le jazz et le classic rock.
Après avoir signé avec le label Jive Records en 2007, il publie son premier album, All I Want Is You, en novembre 2010. Malgré une faible médiatisation et des ventes ayant, au départ, du mal à décoller, l'album s'avère finalement être un succès et permet à Miguel d'accroître sa notoriété. Après la dissolution de son label en 2011, il arrive chez RCA Records et enregistre son second album Kaleidoscope Dream en 2012, qui obtient un succès mondial et rassemble l'avis unanime de la critique. Le titre Adorn obtient notamment la récompense de chanson R'n'B de l'année aux Grammy Awards.
À la sortie du clip How Many Drinks?, l'artiste invite Kendrick Lamar pour un remix. La vidéo a atteint plus d'un million de vues en moins de trois jours. Il est également la première partie du Set The World On Fire Tour d'Alicia Keys.
En mai 2013, il défraie la chronique en atterrissant accidentellement sur deux fans après un saut lors de la cérémonie des Billboard Music Awards. Ce moment est fréquemment repris dans des mèmes ou des vidéos.
Il publie un troisième album, Wildheart, en 2015, qui est nommé aux Grammy awards dans la catégorie album de musique contemporaine. Dans la continuité de cet album, il participe à la bande originale du film Cinquante nuances plus sombres en reprenant la chanson Crazy in Love de Beyoncé.
Le 1er décembre 2017, il dévoile son quatrième album, War & Leisure.

## Vie privée
Miguel est en couple depuis 2005 avec le mannequin et actrice Nazanin Mandi. Le couple a annoncé leur mariage en janvier 2016. Il l’épouse le 24 novembre 2018.

## Discographie

### Albums studio
- 2010 : All I Want Is You
- 2012 : Kaleidoscope Dream
- 2015 : Wildheart
- 2017 : War & Leisure

## Filmographie
- 2016 : Live by Night de Ben Affleck : Esteban Suarez
- 2020 : Qui a peur des monstres ? (film d'animation)